# Kōji Kuramoto
Kōji Kuramoto (jap. 蔵本 孝二 Kuramoto Kōji; ur. 14 sierpnia 1951 w Hita) – japoński judoka wagi półśredniej (do 70/71 kg).
W Montrealu w 1976 zdobył srebrny olimpijski, przegrywając w finale z reprezentantem Związku Radzieckiego Władimirem Niewzorowem. Do jego osiągnięć należy również brązowy medal mistrzostw świata (Wiedeń 1975). W 1974 w Seulu został  mistrzem Azji. Wywalczył także cztery medale mistrzostw Japonii: trzy złote (1974, 1975, 1976) i jeden brązowy (1978).

## Letnie Igrzyska Olimpijskie 1976
| Konkurencja | Eliminacje              | Eliminacje                    | Eliminacje            | Finały               | Finały                     | Klas. końcowa |
| Konkurencja | Przeciwnik I            | Przeciwnik II                 | Przeciwnik III        | Półfinał             | Finał                      | Miejsce       |
| ----------- | ----------------------- | ----------------------------- | --------------------- | -------------------- | -------------------------- | ------------- |
| 70 kg       | António Roquete (POR) Z | Juan Carlos Rodríguez (ESP) Z | Vass Morrison (GBR) Z | Patrick Vial (FRA) Z | Władimir Niewzorow (URS) P | 2.            |